# Bludička (opera)
Bludička aneb Konečně ji našel (v německém originále Der Irrwisch, oder Endlich fand er Sie, obvykle zmiňovaná jen jako Bludička/Der Irrwisch) je pohádková opera (singspiel, autorským označením „opereta“) o třech dějstvích českého skladatele Františka Ondřeje Holého na libreto Christopha Friedricha Bretznera. Její premiéru uvedla roku 1782  Wäserova divadelní společnost ve Vratislavi.

## Vznik, charakteristika a historie
Skladatel František Ondřej Holý působil na přelomu 60. a 70. let 18. století v Praze jako kapelník u divadelní společnosti Johanna Josepha Bruniana. Roku 1773 odešel do Berlína ke společnosti Gottfrieda Heinricha Kocha (1703–1775) a po jeho smrti působil u Wäserovy společnosti. Johann Christian Wäser (1743–1781) měl od roku 1772 výlučné divadelní privilegium pro slezskou metropoli Vratislav, avšak od roku 1777 s částí společnosti provozoval zájezdy po Slezsku i mimo ně a vedení souboru usídleného ve Vratislavi – u kterého byl zaměstnán i Holý – přenechal své manželce Marii Barbaře Wäserové (1749–1797), která ji vedla i po Wäserově smrti.
Pro všechny tyto společnosti psal Holý hudbu pro divadelní potřeby – především zpěvohry (singspiely), avšak také hudbu k činohrám nebo příležitostným scénám, jakož i úpravy či instrumentaci děl jiných skladatelů. Jeho posledním doloženým dílem je právě pohádková zpěvohra Bludička na libreto Ch. F. Bretznera.
Lipský dramatik Christoph Friedrich Bretzner (1748–1807) patřil mezi nejoblíbenější německé libretisty konce 18. století. Jeho veselohry měly často osvícenské náměty a v některých – jako například v Bludičce – se vyskytuje tematika spojená se svobodným zednářstvím. Libreto ke komickému singspielu Bludička bylo vydáno roku 1779 a jeho popularitu dokládá skutečnost, že bylo záhy zhudebněno hned několika skladateli: vedle Holého to byli Anton Schweitzer (Výmar 1779), Friedrich Preu (Lipsko 1779), Otto Carl Erdmann sv. p. von Kospoth (Berlín 1780), Nikolaus K. Mühle (Královec 1780), Christian Ludwig Dieter (1782), Ignaz Umlauf (Vídeň 1782), Martin Ruprecht (Vídeň 1782?), Anton Mayer (Kolín nad Rýnem 1783) a Ignaz Schön (Innsbruck 1787).
Holého verze je v literatuře někdy vročena 1779 (zřejmě záměnou s rokem vydání libreta), avšak první zmínka o ní je v berlínském časopise Literatur- und Theaterzeitung k roku 1782, při příležitosti hostování Wäserovy společnosti ve Štětíně. V této zprávě se uvádí, že Bludičku Holý „letos nově zkomponoval“, že byla poprvé uvedena ve Vratislavi a že ve Štětíně se hrála hned sedmkrát. Zpěvohra Bludička je zmiňována na repertoáru řady jiných divadel, avšak buď s hudbou jiných autorů, nebo bez uvedení skladatele, takže ji nelze k Holému přiřadit. Když však na jaře následujícího roku teprve 36letý Holý zemřel, byla Bludička v tisku zmiňována mezi jeho nejvýznamnějšími díly, která byla hrána „na všech německých scénách“. Holého hudba k ní se však nedochovala.

## Postavy
- Alwin, princ ze Zeleného ostrova
- Hrabě Sever, princův dvořan
- Fabriz, rytíř u princova dvora
- Berthold, rybář
- Rosa, jeho žena
- Blanka, jejich osvojená dcera
- Bertha a Emma, chrámové panny
- Dva kněží
- Dva duchové
- Sbor panen
- Lodník[5]

## Děj opery

### 1. dějství
(Pustá krajina se skálou, lesem a Bertholdovou chalupou, navečer)
Dívka Blanka spravuje sítě a naslouchá zpěvu skřivana (árie Senkt, kühle Schatten, eure Flügel). Její písni odpovídá zvuk flétny a následně se objeví mladý pastýř jménem Alwin. Ten je okouzlen něhou a nevinností dívky vychované v lesním osamění; vypráví jí o své lásce k ní (árie Das Säuseln der Lüfte). Blanka se do něj ihned vroucně zamiluje. Bojí se, že její otec, rybář Berthold, jí bude v lásce bránit, ale přesto s Alwinem sní o společném štěstí (duet Liebe hebt zu höhern Freuden). Odmítá mu však slíbit, natož odpřisáhnout lásku; pak uteče, protože se někdo blíží a ona se domnívá, že je to její otec.
I Alwin je zamilován a hned její nepřítomností trpí (árie Ach! sie fleht; mit ihr die Freuden). V tomto rozpoložení ho nalezne hrabě Sever. Alwin je totiž ve skutečnosti princ ze Zeleného ostrova, kterého však kvůli „několika milostným aférkám“ zlá víla zaklela, aby se každou noc proměnil v bludičku a strávil ji v bažinách. Jen upřímná láska nevinné panny ho může vysvobodit. Dosud takovou nenašel, ale nyní je přesvědčen, že Blanka je ideální kandidátkou (árie Solch ein Mägdgen sah ich nirgends). Sever má pochybnosti, ale princ mu přikazuje, aby dívku odvedl na Zelený ostrov; sám se právě se soumrakem musí proměnit v bludičku.
Blanka se chystá naproti Bertholdovi, který se zpozdil cestou z trhu, a pozoruje rej světýlek (árie Irrwischggen tanze!). Berthold se vrací se špatnou náladou, která se ještě zhorší, když je konfrontován se svou ženou Rosou. Ta tuší, že z trhu nepřinesl velkou tržbu. Berthold se brání: měl prý jen samou rybí drobotinu a k tomu jednoho velkého úhoře, ale jakási slečinka si ho chtěla prohlédnout, tak Berthold úhoře vytáhl, jenže se mu vysmekl z ruky a odplaval (píseň Ich saß am Markte stundenlang). Rosa mu nevěří – beztak tržbu propil v krčmě – a naříká si na manželovu neschopnost. Přitom mu obětovala svou svobodu, mládí i věno! (árie Ach, ich Arme!). Berthold ji upokojuje tím, že má plán. Blanka je jen jejich schovanka – nalezenec – ale je to krásná dívka. Rosa nechápe, proč by jí měla být krása k prospěchu; přinejmenším jí samotné nebyla nic platná (rondeau Schönheit gleicht der jungen Rose). Ale Berthold pokračuje: stačí pro Blanku najít bohatého ženicha, který by se o tchyni a tchána postaral, a mají vystaráno. Oba odcházejí k večeři.
Hrabě Sever pověřuje rytíře Fabrize, aby vyzvednul Blanku, a sám jde připravit její převoz na ostrov. Fabriz je překvapen, že princova nevěsta má být v tak chudé chatrči, ale právě na takových místech lze často nalézt ctnost (árie Oft wohnt in der kleinen Hütte). Vyvolá Bertholda a sděluje mu, že má dceru vypravit na dvůr prince ze Zeleného ostrova. Tam bude dívka muset podstoupit zkoušku nevinnosti a ctnosti, aby zbavila prince prokletí, a pak si ho vezme. Berthold se raduje z této noviny i z měšce, který mu Fabriz dává jako závdavek (árie Was ist Unschuld? Was ist Tugend?). Rosa zatím celý rozhovor vyslechla za dveřmi a má ještě lepší nápad: sama je pohledná a nevinnost dokáže hrát jako žádná jiná, princ přece Blanku nikdy neviděl, tak ji může nahradit. Berthold sice namítá, že už je vdána za něj, ale za příslib ministerského křesla se s tím smíří (duet Wenn ich mich als Minister blähe). U skalnatého břehu přistane vyzdobená loď a Fabriz odvádí dívku v závoji a jejího domnělého otce na Zelený ostrov (finále Blast, frische Winde).

### 2. dějství
(Pusté prostranství na Zeleném ostrově s chrámem a slují, před rozbřeskem)
Fabriz a lodníci přivádějí Bertholda a Rosu. Jejich plavba k Zelenému ostrovu byla velmi bouřlivá; Berthold je dosud vyděšený, ale Rosa už se vzpamatovala (árie Rosy Wenn in Finsterniß und Grausen). Fabriz je zanechává zatím na místě, za úsvitu proběhne v chrámu zkouška. Zatím Bertholdovi ukládá, aby ze sluje vyzvedl urnu, v níž má odměnu za Blanku – ale nesmí ji ještě otevřít! Pak odchází pro kněze.
Berthold se trochu strachuje, že jejich podvod bude mít špatné následky, ale Rosiny argumenty a pomyšlení na sladké nicnedělání v ministerské funkci ho upokojí (árie Hab ich Rhheinwein und Burgunder). Ale do jeskyně pro slíbenou odměnu se mu nechce, hlavou se mu honí nejrůznější pověrečné historky, které slyšel (romance Zu Stephen sprach im Traume). Ale Rosa ho stále popohání, až vleze do sluje. A skutečně, jakmile je tam, spustí se za ním mříž. Berthold je vyděšený a žádá o Rosinu pomoc, ale ta ho posílá do nitra sluje pro poklad (duet Ach. ich bitte). Když Berthold konečně poslechne, najde urnu a mříž se opět zvedne. Berthold s Rosou potěžkávají urnu a spekulují, co je uvnitř. Oba jsou zvědaví, zvláště Rosa, ale Fabrizův příkaz je drží zpátky.
Sever a Fabriz odvádějí nevěstu, aby ji připravili na zkoušku. Berthold nedokáže udržet svou zvědavost na uzdě (árie Soll ich kuken?). A skutečně, urna je plná zlaťáků a Berthold už se vidí velkým pánem (árie Was gilt die Welt? Ich will sie kaufen). Jenže urna mu vyklouzne z rukou a propadne se do lůna země. Berthold je v šoku a naříká (árie Ach Erbarmen!).
Princ Alwin se už nemůže dočkat Blanky (árie Liebe wallt in meinen Adern). Otevírá se chrám bohyně Nevinnosti a kněží a panny ji vzývají (sbor Göttin der Tugend). Jenže když přivedou Rosu, posvátný plamen namísto rozhoření zcela zhasne a navíc zahřmí. Rosa ve zkoušce neobstála a k tomu Alwin zjišťuje provedenou záměnu. Rosa i Berthold se přiznávají a prosí o odpuštění. Alwin přikazuje, aby jeho lidé na Zelený ostrov urychleně dopravili pravou Blanku; jen ta může svým pěstounům odpustit.
Rosa pak doufá, že všechno ještě dobře dopadne: princ je zamilovaný, Blanka dobrosrdečná a navíc pořád mají urnu s pokladem. Berthold ji volky nevolky musí vyvést z omylu. Scéna končí jejich hádkou (duet Seh, ich mag dich nicht mehr sehen).

### 3. dějství
(1. obraz – Les na Zeleném ostrově)
Alwin opět v pastýřském převleku netrpělivě očekává Blanku (árie Bringt sie, o stille Fluthen). Blanka přichází a opět naslouchá ptactvu (árie Singt ihr Liebe, kleine Sänger?). Alwin jí jde vstříc a Blanka mu vypravuje, co dostala za úkol. Má osvobodit jakéhosi prince, což učiní ráda, ale vzít si ho nechce, protože miluje Alwina. Princ je jistě velkodušný a pochopí to. A Blanka je tentokrát rozhodnuta svému pastýři lásku přísahat (duet Ja, ich schöre ew'ge Liebe).
Alwin zmizí a hrabě Sever připravuje Blanku na obřad. Blanka se vyptává, zda je princ dobrotivý a bude jí ochoten splnit její přání; Sever ji za ním odvádí. – Berthold a Rosa se mezitím stále škorpí, tentokrát o úlohu muže a ženy v manželství (duet Hübsch gelassen, und geduldig). Berthold uvažuje, že by měl jít s pravdou ven a říci princi, že Blanka je nalezenec – případně i ukázat diamantový křížek, který měla ve vínku. Rosa ho krotí: možná to bude nejlepší, počkejme a sledujme, jak se situace vyvine…
(2. obraz – Vnitřek chrámu) Obřad je připraven. Panny opět vzývají bohyni (sbor Heil dir, o seelige … Göttin der Tugend). Před nastoupeným dvorem vede Sever Blanku k oltáři, na němž se posvátný oheň radostně rozhoří. Objeví se dva géniové: génius Nevinnosti Blanku věnčí a génius Ctnosti jí předá holuba. Všichni děkují bohyni za přízeň (sbor Dank dir, o Göttin).
Odkletý princ se přiblíží k Bance a žádá ji o ruku. Blanka je překvapena, že se princ podobá jejímu milému, a s jistou lítostí, ale přece jen vytrvá na svém slovu daném chudému pastýři. Teprve teď jí Alwin prozradí, že princ a pastýř jsou jedna osoba. Všeobecné radosti využijí Berthold a Rosa a prozrazují Blančin původ – podle křížku v ní poznává Sever svou ztracenou dceru. Blančiným pěstounům se dostane nejen odpuštění, ale i nového příslibu bohaté odměny. Samotná Blanka je z nenadálé radosti zatím jakoby v mrákotách (árie Ach! noch schwank ich halb im Traume!). Alwin přikazuje donést bohyni nové oběti a Blanka v závěrečném zpěvu vyzývá všechny ke ctnosti, chtějí-li dosíci štěstí jako ona (finále – sbor Steigt in freudenvollen Chören).